# Angelina Wolvert
Angelina Marie Wolvert (8 dicembre 1978) è un'ex cestista statunitense.
Ala-centro di 191 cm, scelta al Draft WNBA 2001 al terzo giro con il numero 43, ha giocato in WNBA con Cleveland e in Serie A1 italiana a Priolo.

## Carriera
È stata anche presa come free agent dalle Seattle Storm ed è stata messa sotto contratto per un mese con le Minnesota Lynx nel 2002, in entrambi i casi senza giocare.

## Statistiche
Dati aggiornati al 19 aprile 2012
| Stagione        | Squadra           | Competizione | Partite | Partite | Partite | Statistiche tiro | Statistiche tiro | Statistiche tiro | Altre statistiche | Altre statistiche | Altre statistiche | Altre statistiche | Altre statistiche |
| Stagione        | Squadra           | Competizione | Pres.   | Titol.  | Minuti  | Tiri da 2        | Tiri da 3        | Liberi           | Rimb.             | Assist            | Rubate            | Stopp.            | Punti             |
| --------------- | ----------------- | ------------ | ------- | ------- | ------- | ---------------- | ---------------- | ---------------- | ----------------- | ----------------- | ----------------- | ----------------- | ----------------- |
| 2001            | Cleveland Rockers | WNBA         | 1       | 0       | 5       | 1/3              | 0                | 0                | 1                 | 0                 | 0                 | 0                 | 2                 |
| 2001-2002       | Trogylos Priolo   | Serie A1     | 10      |         | 336     | 33/80            | 2/7              | 21/31            | 81                | 0                 | 12                |                   | 92                |
| Totale carriera |                   |              |         |         |         |                  |                  |                  |                   |                   |                   |                   |                   |